# Ensamma hemma
Ensamma hemma (på engelska Party of Five) är en amerikansk tv-serie som visades under sex säsonger i USA från 12 september 1994 till 3 maj 2000. I Sverige hade serien premiär torsdag den 23 augusti 1995 på SVT. Serien har även gått på Kanal 5 i slutet av 90-talet.
Serien utspelar sig i San Francisco och handlar om fem syskon (Salinger) som blivit föräldralösa efter att deras föräldrar omkommit i en bilolycka (rattfylleri). Syskonen vill inte splittras; de vill istället försöka att bo på egen hand. Charlie är äldst och myndig och tar därför på sig ansvaret för de yngre syskonen. Det är en stor utmaning att klara av att bo ensamma, men de kämpar på och ställer alltid upp för varandra. I ett avsnitt tvingas syskonen Salinger möta den person som var ansvarig för bilolyckan.
Det finns också en spinoff på serien som heter Singel i New York (Time of Your Life), där tittaren får följa Sarah Reeves (Jennifer Love Hewitt).

## Rollista
- Neve Campbell - Julia Salinger
- Lacey Chabert - Claudia Salinger
- Matthew Fox - Charlie Salinger
- Scott Wolf - Bailey Salinger
- Jennifer Love Hewitt - Sarah Reeves
- Paula Devicq - Kirsten Bennett Thomas
- Jeremy London - Griffin Chase Holbrook
- Scott Grimes - Will McCorkle
- Jennifer Aspen - Daphne Jablonski

## Avsnitt

### Säsong 1
1. Pilot
2. Homework
3. Good Sports
4. Worth Waiting For
5. All's Fair
6. Fathers and Sons
7. Much Ado
8. Kiss Me Kate
9. Something Out of Nothing
10. Thanksgiving
11. Private Lives
12. Games People Play
13. Grownups
14. Not Fade Away
15. It's Not Easy Being Green
16. Aftershocks
17. In Loco Parentis
18. Who Cares?
19. Brother's Keeper
20. The Trouble with Charlie
21. All-Nighters
22. The Ides of March

### Säsong 2
1. Ready or Not
2. Falsies
3. Dearly Beloved
4. Have No Fear
5. Change Partners ... and Dance
6. Analogies
7. Where There's Smoke
8. Best Laid Plans
9. The Wedding
10. Grand Delusions
11. Unfair Advantage
12. Hold on Tight
13. Poor Substitutes
14. Strange Bedfellows
15. Benefactors
16. Comings and Goings
17. Valentine's Day
18. Before and After
19. Altered States
20. Happily Ever After
21. Spring Breaks, Part One
22. Spring Breaks, Part Two

### Säsong 3
1. Summer Fun, Summer Not
2. Going, Going, Gone
3. Short Cuts
4. Deal With It
5. Mixed Signals
6. Going Home
7. Personal Demons
8. Not So Fast
9. Gimme Shelter
10. Close to You
11. I Do
12. Desperate Measures
13. Christmas
14. Life's Too Short
15. Significant Others
16. I Declare
17. Misery Loves Company
18. MYOB
19. Point of No Return
20. Intervention
21. Hitting Bottom
22. Leap of Faith
23. Promises, Promises
24. A Little Faith
25. You Win Some, You Lose Some

### Säsong 4
1. What a Drag
2. Past Imperfect
3. Handicaps
4. Zap
5. Fight or Flight
6. Immediate Family
7. Positive Attitude
8. Sickness, Health / Richer, Poorer
9. Truth Be Told
10. Adjustments
11. S'Wunnerful Life
12. Empty Shoes
13. Parent Trap
14. Of Human Bonding
15. Here and Now
16. I Give Up
17. Of Sound Mind and Body
18. True or False
19. Go Away
20. Square One (1)
21. Free and Clear (2)
22. Opposites Distract
23. Fools Rush In
24. Fools Rush Out

### Säsong 5
1. Moving On
2. Separation Anxiety
3. Naming Names
4. A Mid-Semester's Night Dream
5. The Baby
6. Forgive and/or Forget
7. Tender Age
8. Love and War
9. Gifts
10. One Christmas to Go
11. Rings of Saturn
12. Witness for the Persecution
13. Fillmore Street
14. Stand by Me
15. Whatever Works
16. Party of Freud
17. fam-i-ly
18. Driven to Extremes
19. Judgment Day
20. The Wish
21. Get Back
22. Fragile
23. I'll Show You Mine
24. Haunted
25. Otherwise Engaged

### Säsong 6
1. Don't Let Go
2. Naked
3. Bye, Bye, Love
4. Wrestling Demons
5. The Shortest Distance
6. Too Close
7. We Gather Together
8. Faith, Hope and Charity
9. Ties That Bind
10. Dog Day After New Year
11. Fear and Loathing
12. Bad Behavior
13. The Declaration of Co-Dependence
14. One for the Road
15. What If ...
16. Blast the Past
17. Getting There
18. Too Cool for School
19. Isn't It Romantic
20. Great Expectations
21. Taboo or Not Taboo
22. Falling Forward
23. All's Well... (1)
24. ...That Ends Well (2)